# Si j'avais un million
Pour plus de détails, voir Fiche technique et Distribution.
Si j'avais un million (If I Had a Million) est un film américain à sketches en noir et blanc co-réalisé par : James Cruze, H. Bruce Humberstone, Ernst Lubitsch, Norman Z. McLeod, Stephen Roberts, William A. Seiter et Norman Taurog. 
Le film est sorti en 1932. En 1973, Daryl Duke a réalisé une série télévisée du même nom basée sur la même histoire.

## Synopsis

### Prologue
- Réalisation : Norman Taurog

Le milliardaire John Glidden, déçu par sa progéniture, sentant sa fin arriver, décide de donner un million de dollars à des personnes choisies au hasard dans l'annuaire. (Le premier nom choisi est John D. Rockefeller, qui est immédiatement rejeté.)

### China Shop
- Réalisation : Norman Z. McLeod

Henry Peabody est un employé maladroit qui ne peut s’empêcher de casser des objets dans un magasin de porcelaine, sa casse étant déduite de sa paie, il en arrive à gagner moins d'argent qu'avant sa promotion. Sa femme lui fait des reproches incessants. Quand il touche le chèque il s'habille en dandy, arrive en retard au magasin et se met à tout fracasser.

### Violet
- Réalisation : Stephen Roberts

Violet Smith se prostitue dans un bar louche. Munie de son chèque elle loue la plus belle chambre d'un grand hôtel et s'en va dormir dans un grand lit… toute seule !

### Le Faussaire
- Réalisation : Bruce Humberstone

Eddie Jackson évite de justesse l'arrestation pour avoir tenté d'encaisser un faux chèque. Il est recherché, sa photo est publiée dans les journaux et étant multirécidiviste il risque la prison à vie. Lorsque Glidden lui présente son chèque, Eddie est ravi, mais renonce rapidement à le faire encaisser de peur d'être reconnu. Il tente de le négocier auprès d'individus du "milieu" mais sans succès. Lorsqu'il se rend dans un dortoir, il n'a plus un sou en poche, il donne le chèque au gérant "en garantie". Celui-ci appelle la police en déclarant qu'il y un fou dans ses locaux, puis enflamme le chèque pour allumer son cigare.

### Road Hogs
- Réalisation : Norman Z. McLeod

Emily La Rue et son ancien bateleur Rollo tiennent un salon de thé et son heureux dans la vie. La seule chose qui leur manque est une belle automobile, mais on vient justement de leur en livrer une. Mais par malchance, ils ont de suite un accident qui détruit la voiture. Le cœur gros, ils rejoignent le salon de thé où Glidden ne tarde pas à les rejoindre. Avec le chèque, le couple s'achète une dizaine de voitures et se lance dans la chasse aux chauffards. Contents de leur journée, ils partent faire une virée avec leur nouvelle voiture mais se font percuter par le camion du laitier.

### La Cellule de la mort
- Réalisation : James Cruze

John Wallace est condamné à la chaise électrique. Quand Glidden lui fait parvenir son chèque, il ne peut rien en faire et il est conduit vers le lieu de l'exécution.

### Le Greffier
- Réalisation : Ernst Lubitsch

Phineas V. Lambert reçoit son chèque par la poste, il laisse paraître peu d'émotion. Il quitte simplement son bureau, monte tranquillement les escaliers au bureau du premier secrétaire du président de l'entreprise, puis au bureau du secrétaire privé, et enfin frappe à la porte du président lui -même. Quand on lui dit d'entrer, il reste sur le pas de porte en faisant une affreuse grimace à son désormais ancien patron.

### Les Trois Marines
- Réalisation : William A. Seiter

Le marine Steve Gallagher et ses copains sont très indisciplinés. Après avoir frappé leur sergent ils sont enfermés en cellule, où ils jouent au poker avec de l'argent fictif. Quand Gidden lui donne son chèque il se fait éconduire d'autant que la scène se passe un 1er avril. Il enfouit ensuite le chèque dans sa poche avec l'argent factice. Voulant sortir avec Marie, la jolie serveuse du bar, il fait croire au patron myope qu'il possède un chèque de 10 dollars, et lui donne le chèque de 1 million. Ensuite ils vont à la fête et sont à l'origine d'une bagarre qui les renvoient en cellule. De là ils peuvent voir le la jolie serveuse et son patron richement habillés sortir d'une limousine…

### Grandma
- Réalisation : Stephen Roberts

L'action se passe dans la maison de retraite de Mme Garvey qui tyrannise et infantilise ses pensionnaires (interdiction de jouer aux cartes ou d'avoir des animaux domestique, uniforme obligatoire…)  Avec son chèque Mary Walker va racheter l'établissement où il fera désormais bon vivre tandis que leurs anciens tortionnaires seront condamnés à ne rien faire de la journée sinon se balancer dans des rocking-chairs

### Épilogue
- Réalisation : Norman Taurog

Glidden toujours vaillant décide de passer les derniers jours de sa vie aux côtés de Mary dans sa nouvelle maison de retraite, où il pourra profiter de ses bons gâteaux et danser comme au temps de sa jeunesse.

## Fiche technique
- Titre français : Si j'avais un million
- Titre original : If I had a Million
- Réalisation :

- James Cruze
- H. Bruce Humberstone
- Ernst Lubitsch
- Norman Z. McLeod
- Stephen Roberts
- William A. Seiter
- Norman Taurog
- Lothar Mendes (non cité au générique)

- Scénario :

- Claude Binyon
- Whitney Bolton
- Malcolm Stuart Boylan
- John Bright
- Sidney Buchman
- Lester Cole
- Isabel Dawn
- Boyce DeGaw
- Walter DeLeon
- Oliver H.P. Garrett
- Harvey Gates
- Grover Jones
- Ernst Lubitsch
- Lewton Mac Kall
- Joseph L. Mankiewicz
- William Slavens McNutt
- Seton I. Miller
- Tiffany Thayer

- D'après le roman de Robert H. Andrews
- Directeurs de la photographie (non crédités) :

Harry Fischbeck (sketch : The Clerk), Charles Edgar Schoenbaum (sketches : Death Cell et The Three Marines), Gilbert Warrenton (sketch  : China Shop) et Alvin Wyckoff (sketch : Road Hogs)
- Montage : LeRoy Stone (non crédité)
- Musique : John Leipold
- Producteurs : Louis D. Lighton / Benjamin Glazer / Emanuel Cohen
- Société de production : Paramount Pictures
- Société de distribution : Paramount Pictures
- Pays d'origine : États-Unis
- Format : Noir et blanc — 35 mm — 1,37:1 — Son : Mono (Western Electric Noiseless Recording)
- Genre : Comédie
- Durée : 88 min
- Dates de sortie :
  - États-Unis : 2 décembre 1932
  - France : 17 mars 1933
- Affiche : Giuliano Nistri (Italie)

## Distribution
- Gary Cooper : Steve Gallagher
- Charles Laughton : Phineas V.Lambert
- George Raft : Eddie Jackson
- Jack Oakie : Soldat Mulligan
- Richard Bennett : John Glidden
- Charles Ruggles : Henry Peabody
- Alison Skipworth : Emily La Rue
- W. C. Fields : Rollo La Rue
- Mary Boland : Mme Peabody
- Roscoe Karns : Soldat O'Brien
- Gene Raymond : John Wallace
- Frances Dee : Mary Wallace
- May Robson : Mary Walker
- Joyce Compton : Marie, la serveuse du stand de hamburger

Acteurs non crédités
- Berton Churchill : Warden
- Cecil Cunningham : Agnes, une amie d'Emily
- Blanche Friderici : Mme Garvey
- Wynne Gibson : Violet Smith, la prostituée
- Frank Hagney : Mike
- Robert Homans : un détective
- Tom Kennedy : Joe
- Lydia Knott : une résidente d'Idylwood
- Lucien Littlefield : Zeb, le patron du stand de hamburger
- Gail Patrick : une secrétaire d'Idylwood
- Edwin Stanley : M. Galloway
- Edith Yorke : Une résidente d'Idylwood

## Autour du film
- Dans Une femme de Tokyo, film japonais réalisé par Yasujirō Ozu, sorti en 1933, deux des personnages vont voir ce film au cinéma. On voit notamment quelques extraits du sketch Le Greffier[réf. souhaitée].